# Johnny Marr
Pour les articles homonymes, voir Marr.
John Martin Maher dit Johnny Marr, né le 31 octobre 1963 à Ardwick, un district de la ville de Manchester en Grande-Bretagne, est un musicien anglais. Guitariste, compositeur, mais également claviériste, harmoniciste et chanteur, il est surtout connu pour son rôle de compositeur au sein du groupe des années 1980 The Smiths. Avec le chanteur Morrissey, il a formé un duo légendaire de chant-guitare. Il prend le nom de Marr pour éviter la confusion avec le batteur des Buzzcocks, John Maher.
Son jeu de guitare créatif, mélodique et harmonieux en a fait une référence pour toute une génération de musiciens anglo-saxons, notamment le Mancunien Noel Gallagher, guitariste d'Oasis, ou John Squire, guitariste des Stone Roses.

## Après The Smiths

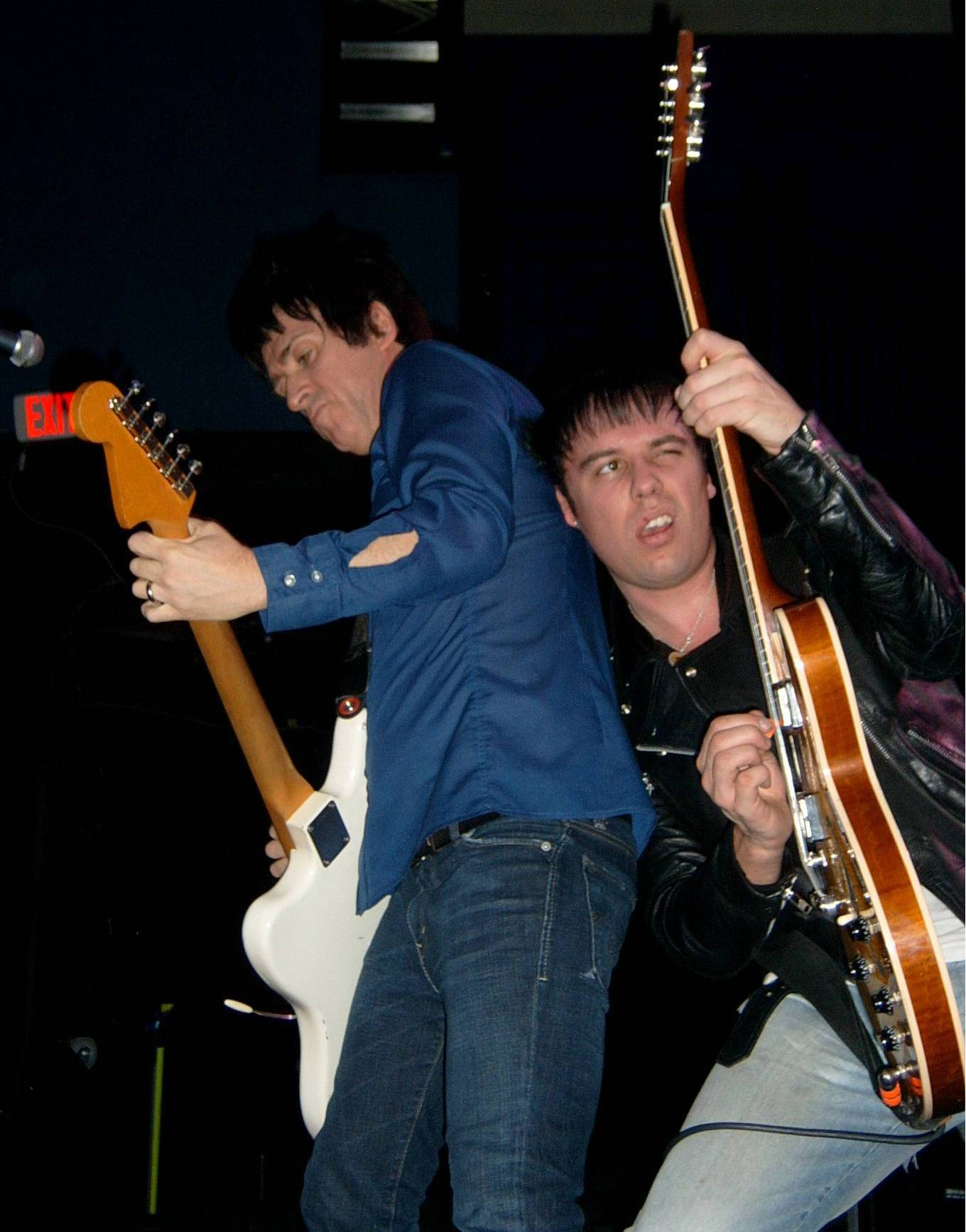
Johnny Marr et Ryan Jarman performent au sein de la formation The Cribs au 9:30 Club à Washington, D.C.

Après la séparation des Smiths en 1987, Johnny Marr est membre d'autres groupes britanniques : The The, Electronic, The Healers. Il collabore comme musicien ou producteur avec, entre autres, Bryan Ferry, The Pretenders, Kirsty MacColl, Jane Birkin, Talking Heads, Black Grape, Billy Bragg, Pet Shop Boys, Beck et Oasis. En 2006, il fait partie du groupe américain Modest Mouse et compose certains des morceaux de leur album We Were Dead Before the Ship Even Sank. En 2008, il rejoint les Cribs, un groupe indie anglais. Johnny Marr a toujours réfuté les incessantes rumeurs d'une éventuelle reformation des Smiths même si un promoteur USA a proposé à l'époque cinq millions de dollars pour une reformation unique.
Il apparaît en 2009 sur deux chansons (Enough of Me et Central) de The Empyrean, onzième album de John Frusciante.
En 2013, il sort son premier album solo : The Messenger.
Le premier single Upstarts est le premier à être édité sur Itunes. Le titre inclut une Face-B Psychic Beginner. Le second single est New Town Velocity, inclus une Face-B intitulée The It-Switch.
Dix-huit mois après la sortie de son premier album, Johnny Marr annonce, pour le 6 octobre 2014, la sortie d'un second album intitulé Playland.
Il est sur la tournée 2016 de Hans Zimmer, accompagné de Guthrie Govan à la guitare. Le 12 mars 2018, sort le troisième album solo intitulé « Call the Comet » suivie d'une tournée d'une dizaine de dates en mai 2018, en Europe et aux États-Unis. Hi Hello est le premier single extrait du nouvel album. En France, après 2 dates automnales en 2018 (Paris, Lyon), il se pose à Paris pour le festival Rock en Seine 2019.
Il sort un EP 4 titres, Fever Dreams Pt 1, le 15 octobre 2021, dont « Spirit Power & Soul » est le premier extrait. La sortie du réel successeur de « Call the comet » a lieu le 25 février 2022 et s'intitule Fever Dreams Pt 1-4, consistant en 4 EP de 4 titres dont Pt 1 fut le 1er. Il s'agit de son 4e album studio, et son 1er double album solo.
En 2018, dans un livre intitulé « Set the boy free », dont la version française est publiée par les éditions Le Serpent à plumes, alternant souvenirs privés et intuitions musicales, il livre ses réflexions sur la pop culture.
Une compilation regroupant ses 4 albums solo en 10 ans est annoncée pour le 3 novembre 2023. Intitulée "Spirit Power: The Best of Johnny Marr", l’album comprend des morceaux de The Messenger (2013), Playland (2014), Call The Comet (2018), le double album Fever Dreams Pts 1-4 (2022) et les singles hors album "Armatopia" et "The Priest". La collection comprend également 2 nouveaux enregistrements en studio : "The Answer" et "Somewhere" qui sort en single pour la promotion de l'album.

## Electronic
Electronic est un groupe de dance alternative créé par Johnny Marr et Bernard Sumner, guitariste de Joy Division puis New Order.

## À noter
- Dans sa prime jeunesse, Johnny Marr songe à une carrière de footballeur professionnel, il est même approché par Nottingham Forest et a passé des essais avec Manchester City qu'il soutient.
- Il est végétarien depuis 1985.
- Fender a sorti une Jaguar signature Johnny Marr[2].

## Discographie
La liste comprend seulement les albums des groupes dont Johnny Marr a été un membre régulier.

### The Smiths
- The Smiths (1984)
- Hatful of Hollow (compilation, 1984)
- Meat Is Murder (1985)
- The Queen Is Dead (1986)
- The World Won't Listen (compilation 1987)
- Louder Than Bombs (compilation, 1987)
- Strangeways, Here We Come (1987)
- Rank (live, 1988)
- Best...I (compilation, 1992)
- ...Best II (compilation, 1992)
- Singles (compilation, 1995)
- The Very Best of The Smiths (compilation, 2003)

### The The
- Mind Bomb (1989)
- Dusk (1993)

### Electronic
- Electronic (1991)
- Raise the Pressure (1996)
- Twisted Tenderness (1999)
- Get the Message - The Best of Electronic (Compilation) (2006)

### Johnny Marr and the Healers
- Boomslang (2003)

### Modest Mouse
- We Were Dead Before the Ship Even Sank (2006)

### The Cribs
- Ignore the Ignorant (2009)

### Solo
- The Messenger (2013)
- Playland (2014)
- Adrenalin Baby (2015) (Concerts enregistrés durant la tournée Playland en octobre 2014)
- Call the Comet (2018)
- Fever Dreams Pts 1-4 (2022)
- Spirit Power: The Best of Johnny Marr (2023) (Compilation inclus 2 inédits The Answer et Somewhere)

### Musique de films
- Inception (guitariste, 2010)
- The Big Bang (compositeur, 2011)
- The Sweeney (musique additionnelle, 2012)
- The Amazing Spider-Man : Le Destin d'un héros (The Amazing Spider-Man 2) (musique additionnelle, 2014)